# Université de Nagasaki
L'université de Nagasaki (長崎大学, Nagasaki Daigaku, couramment abrégée en Chōdai, 長大) est une université nationale japonaise, située à Nagasaki, dans la préfecture de Nagasaki. Elle dispose de quatre campus : Bunkyo, Katafuchi, et deux à Sakamoto.

## Composantes
L'université est structurée en facultés de 1er cycle (学部, gakubu), qui ont la charge des étudiants de 1er cycle universitaire, et en facultés de cycles supérieurs (研究科, kenkyūka), qui ont la charge des étudiants de 2e et 3e cycle universitaire.

### Facultés de1ercycle
L'université compte huit facultés de 1er cycle (学部, gakubu) :
- faculté d'éducation ;
- faculté d'économie ;
- école de médecine ;
- école d'odontologie ;
- école de pharmacologie ;
- faculté d'ingénierie ;
- faculté de sciences environnementales ;
- faculté de sciences de la pêche.

### Facultés de cycles supérieur
L'université compte cinq facultés de cycles supérieurs (研究科, kenkyūka).
- Faculté d'éducation
- Faculté d'économie
- Faculté de sciences et technologies
- Faculté de sciences biomédicales
- Faculté de développement international de la santé